# Gnarls Barkley
A Gnarls Barkley egy Grammy-díjas két főből álló amerikai együttes. A két tag az énekes/rapper Cee Lo Green (Thomas Callaway) és a hangszeres DJ, Danger Mouse (Brian Burton). A formáció nevét Charles Barkley kosárlabdázó iránti tiszteletből választotta.
Első albumuk, a St. Elsewhere 2006-ban jelent meg, melyről a Crazy című szám világsikert aratott. Második lemezük 2008-ban jelent meg The Odd Couple címmel.

## Története
A duó tagjai két nagylemez után külön utakat járt, 2010-ben Danger Mouse a Broken Bellsszel csinált bemutatkozó lemezt, Cee Lo Green pedig folytatta szólókarrierjét és saját albumot jelentetett meg The Lady Killer címmel.
2011 júniusában Cee Lo egy interjúban elárulta, hogy 2012-ben új, sokak közreműködésével készülő nagylemezt fog kiadni a Gnarls Barkley.

## Tagok
- Cee Lo Green
- Danger Mouse

## Diszkográfia

### Nagylemezek
- St. Elsewhere (2006)
- The Odd Couple (2008)